# کلود سیمون
کلود اوژن آنری سیمون (به فرانسوی: Claude Simon) (زادهٔ ۱۰ اکتبر ۱۹۱۳ – درگذشتهٔ ۶ ژوئیه ۲۰۰۵) رمان‌نویس فرانسوی و برنده جایزه ادبی نوبل در سال ۱۹۸۵ بود.

## زندگی‌نامه
کلود سیمون در تاریخ ۱۰ اکتبر ۱۹۱۳ در آنتاناناریوو، ماداگاسکار از پدر و مادری فرانسوی به دنیا آمد. وقتی که نه‌ماهه بود خانواده‌اش به فرانسه بازگشتند. سیمون پدرش را در جنگ جهانی اول از دست داد و به علت بیماری مادر، وظیفه بزرگ کردن او بر عهده داییش قرار گرفت. کلود سیمون در شهر پرپینیان بزرگ شد و در ۷ سالگی برای درس خواندن به پاریس فرستاده شد. مدتی به نقاشی علاقه‌مند شد ولی پس از چندی متوجه شد که استعدادی در نقاشی ندارد و آن را رها کرد. در ۲۴ سالگی به اسپانیا رفت و در جنگهای داخلی اسپانیا شرکت کرد. با شروع جنگ جهانی دوم به خدمت سربازی رفت و اگر چه به اسارت نیروهای آلمانی درآمد اما توانست بگریزد و به شهر خود در جنوب فرانسه برود. او در آنجا با نهضت مقاومت فرانسه همکاری کرد. در همان ایام بود که اولین رمان خود به نام تقلب را نوشت. وی هم‌چنین اداره و مدیریت تاکستان‌های فامیلی را برعهده داشت.

کلود سیمون در تاریخ ۶ ژوئیه ۲۰۰۵ در پاریس درگذشت.

## سبک
او که یکی از نویسندگان «رمان نو» بود جوایز ادبی مختلفی را برد و از جمله در سال ۱۹۸۵ موفق به دریافت جایزهٔ نوبل شد.
از آثار معروف او جادهٔ فلاندر (La Route des Flandres) است. که ترجمهٔ فارسی آن در سال ۱۳۶۹ با ترجمهٔ منوچهر بدیعی در انتشارات نیلوفر به چاپ رسید.